# Francesco Frattini
Francesco Frattini (født 18. januar 1967 i Varese) er en tidligere italiensk landevejscykelrytter.